# 七仙女 (电影)
《七仙女》是1963年12月以邵氏综艺体弧形阔银幕的形式先後于台湾及香港、星馬等地陸續上映的邵氏电影。题材选自中国古代民间神话《董永与七仙女》。

## 电影介绍
这部电影为邵氏兄弟(香港)有限公司拍摄，原本由李翰祥执导，在拍摄途中与邵氏公司解约，自組国联影業公司，移師台灣拓展電影製片業務，並以《七仙女》為創業作，邵氏遂將李翰祥遺留下的劇本與音樂聲帶重新整理，並以資深影人嚴俊為創作主力，長年任嚴俊副手的陳一新聯合邵氏旗下的何夢華掛名導演，凌波以及邵氏南國訓練班的新人方盈聯合主演董永及七仙女，電影片头的仙境場面中，七位仙女逐一亮相的鏡頭則由胡金铨设计。
1963年12月，邵氏《七仙女》与李翰祥國聯《七仙女》先後在台湾首映，李翰祥执导的《七仙女》由江青、容蓉（即錢蓉蓉）領銜主演，賣座極佳，就此奠定國聯的影壇地位，也令江青在電影圈站穩腳步。邵氏《七仙女》於台灣地區的票房表現亦可圈可點。不過，國聯《七仙女》則遲至1964年邵氏與李翰祥方面和解之後，才于香港及東南亞各地正式上映。

## 剧情概要
玉帝的七位女儿在天宫中过着无忧无虑的生活，因七仙女的鼓动便与其他姐姐一起偷看人间，七仙女看到卖身葬父的孝子董永无依无靠，使人怜爱，便对董永抱有情意。大姐看出了她的心思，便阻止七仙女，在七仙女的一番恳求下，大姐同意她下凡寻求真爱，临走时大姐给了七仙女一柱难香，让她在有难时点燃难香，姐妹们好下凡助她解围。于是七仙女便偷偷下凡，屡次阻拦董永的去路，便要与他结为夫妇，董永说什么都不肯答应，七仙女只好让土地公公帮她，董永还是不肯，后推说只要能让槐荫树开口做媒便答应此事，七公主遂请土地公公来做证，七仙女巧施法术，槐荫树果然开口了，董永坚信这是天意，便与她当场拜堂成亲。为了给死去的父亲买棺材，此时的董永已卖身到傅员外家做三年家奴，傅员外坚持不肯让董永妻子白住自家，七公主便说自己会纺织遂与他打赌，若她能在一夜间织出十匹锦缎，董永三年苦工将减为百日，否则便多加三年。傅员外故意刁难七仙女，把已破坏的纺织机与凌乱的丝线拿给七仙女织，七仙女便趁夜点燃难香请来了六位姐姐助她织布，后赢了傅员外。百日结束后二人返乡归家，欲过平凡夫妻的生活，在返乡途中董永得知妻子怀孕了，却不巧的惊现天神欲要把她带返天庭，这时董永才知道妻子乃是玉帝的第七女儿，私自下凡与他偷订终生，天神明示玉帝下旨，如若七公主不重返天庭，董永即遭五雷轰顶。七公主无奈便含泪随天神返回天庭，唯一在大槐树上留下了诗句，告知董永明年瓜熟蒂落之际，便会将孩儿送回于此…… 

## 演员列表
- 董永 - 凌波
- 七仙女 - 方盈
- 大仙女 - 夏仪秋
- 二仙女 - 张丽珠
- 三仙女 - 潘迎紫
- 四仙女 - 黄莎莉
- 五仙女 - 叶菁
- 六仙女 - 陈丽丽

## 外部連結
- 開眼電影網上《七仙女》的資料（繁體中文）
- 香港影庫上《七仙女》的資料（繁體中文）
- 豆瓣电影上《七仙女》的資料 （简体中文）
- 时光网上《七仙女》的資料（简体中文）
- 互联网电影数据库（IMDb）上《七仙女》的资料（英文）